# Microcebus rufus
Il microcebo rosso (Microcebus rufus É. Geoffroy, 1834) è un lemure appartenente alla famiglia Cheirogaleidae.

## Descrizione
È un lemure di piccola taglia, lungo in media 12,5 cm, per un peso di circa 50 g. Ha una coda lunga 11,5 cm.
La pelliccia e di colore bruno-rossastro sul dorso, grigio-biancastro sul ventre. Tra gli occhi e sul naso è presente una striscia di pelo bianco-crema.
Possiede due paia di ghiandole mammarie, un paio pettorali ed un paio inguinali.

## Biologia
È un animale solitario, con abitudini notturne.
Si sposta sugli alberi con andatura quadrupede, ma è anche un abile saltatore.

### Alimentazione
La sua dieta è prevalentemente frugivora, con variazioni in rapporto alle stagioni. Il cibo preferito è rappresentato dai frutti del genere Bakerella (B. clavata, B. grisea), in mancanza dei quali consuma anche frutti di Medinilla, Ficus, Rhipsalis, Viscum e Psychotria ma anche giovani foglie, fiori, resina, nettare e polline. Occasionalmente si nutre anche di piccoli insetti.

### Comunicazione
Utilizza una varietà di sistemi di comunicazione: interazioni olfattive, visive, tattili e vocalizzazioni 

### Riproduzione
L'accoppiamento avviene tra settembre e ottobre ed è preceduto da un rituale di corteggiamento in cui il maschio emette squittìi di richiamo e la femmina dimostra la propria disponibilità attraverso ripetitivi sfregamenti ano-genitali.
La gestazione dura 60 giorni al termine dei quali la femmina partorisce da 1 a 3 cuccioli. Lo svezzamento avviene  intorno al secondo mese di vita.
La aspettativa di vita media di M. rufus è di 6-8 anni.

## Distribuzione e habitat
È una specie relativamente comune nel Madagascar nord-orientale.
Popola aree di foresta pluviale tropicale.

## Tassonomia
In passato era considerato una sottospecie di Microcebus murinus; dal 1977 è stato elevato al rango di specie a sé stante.

## Conservazione
La IUCN Red List classifica M. rufus come specie vulnerabile.
Parte del suo areale ricade all'interno di aree naturali protette quali il Parco nazionale della Montagna d'Ambra, il Parco nazionale di Ranomafana, la Riserva speciale di Nosy Mangabe, il Parco nazionale di Marojejy, il Parco nazionale di Andohahela ed il Parco nazionale di Zahamena.